# Servicio Nacional de Salud (Chile)
El Servicio Nacional de Salud (SNS) de Chile fue el organismo estatal y autoridad central de prestaciones y acciones de salud pública. Funcionó entre 1952 y 1979.
El SNS fue creado por la Ley 10.383 de 1952 que fusionó varias dependencias dedicadas a la salud pública en una autoridad sanitaria única. Las instituciones fusionadas fueron el Servicio Médico de la Caja de Seguro Obrero (1924), el Servicio Nacional de Salubridad (1925), la Junta Central de Beneficencia y Asistencia Social, la Dirección General de Protección a la Infancia y Adolescencia (PROTINFA, 1942); la sección técnica de Higiene y Seguridad Industrial de la Dirección General del Trabajo; los servicios médicos y sanitarios de las municipalidades; y el Instituto Bacteriológico de Chile (1929).
La Ley facultaba al Presidente de la República el cuando las circunstancias lo aconsejaran, incorporar al SNS otros servicios fiscales, semifiscales o municipales de carácter médico y asistencial. El SNS se relacionaba con el poder ejecutivo por medio del Ministerio de Salud.
En 1968 al disolverse la Caja de Accidentes del Trabajo, por la promulgación de una nueva ley de accidentes del trabajo, asume la administración de los hospitales y servicios médicos de esta (Santiago, Valparaíso, Coquimbo, Concepción, Temuco, Osorno y Valdivia, y la Clínica Traumatológica de Antofagasta) como Centros de Traumatología y Ortopedia.

## Organización
Los órganos directivos superiores eran:
- El director general, un médico chileno con más de 10 años de profesión, designado por el presidente de la República con acuerdo del Senado.
- El Consejo Nacional del SNS. Integrado por representantes del Presidente, de las facultades de medicina y Colegio Médico de Chile, organizaciones patronales y obreras.

Administrativamente se dividía en dos departamentos: Técnico y Administrativo y una Secretaría General. Territorialmente, al ser un servicio descentralizado, estaba organizado en 13 Zonas de Salud a cargo de un Director médico. Las Zonas realizan sus actividades técnicas por medio de los hospitales, consultorios, policlínicas, consultorios periféricos y postas rurales de su jurisdicción.
Los recursos del SNS entre 1965 y 1972 eran los siguientes:
| Establecimientos            | 1965/66 | 1968/69 | 1971/72 |
| --------------------------- | ------- | ------- | ------- |
| Hospitales                  | 216     | 232     | 231     |
| Consultorios y policlínicas | 103     | 123     | 135     |
| Postas y enfermerías        | 530     | 681     | 942     |

## Disolución
Disuelto y descentralizado en 1979, junto con el Servicio Médico Nacional de Empleados (SERMENA), por el Decreto Ley n.º 2763 en los siguientes organismos:
- Sistema Nacional de Servicios de Salud (SNSS) conformado por los Servicios de Salud regionales, Centros de Referencia de Salud y el Servicio de Salud Metropolitano del Ambiente (SESMA)
- Fondo Nacional de Salud (FONASA);
- Instituto de Salud Pública de Chile (ISP); y
- Central Nacional de Abastecimiento del SNSS.